# Ferraria glutinosa
Ferraria glutinosa là một loài thực vật có hoa trong họ Diên vĩ. Loài này được (Baker) Rendle miêu tả khoa học đầu tiên năm 1899.